# Geschiedenis van Azerbeidzjan

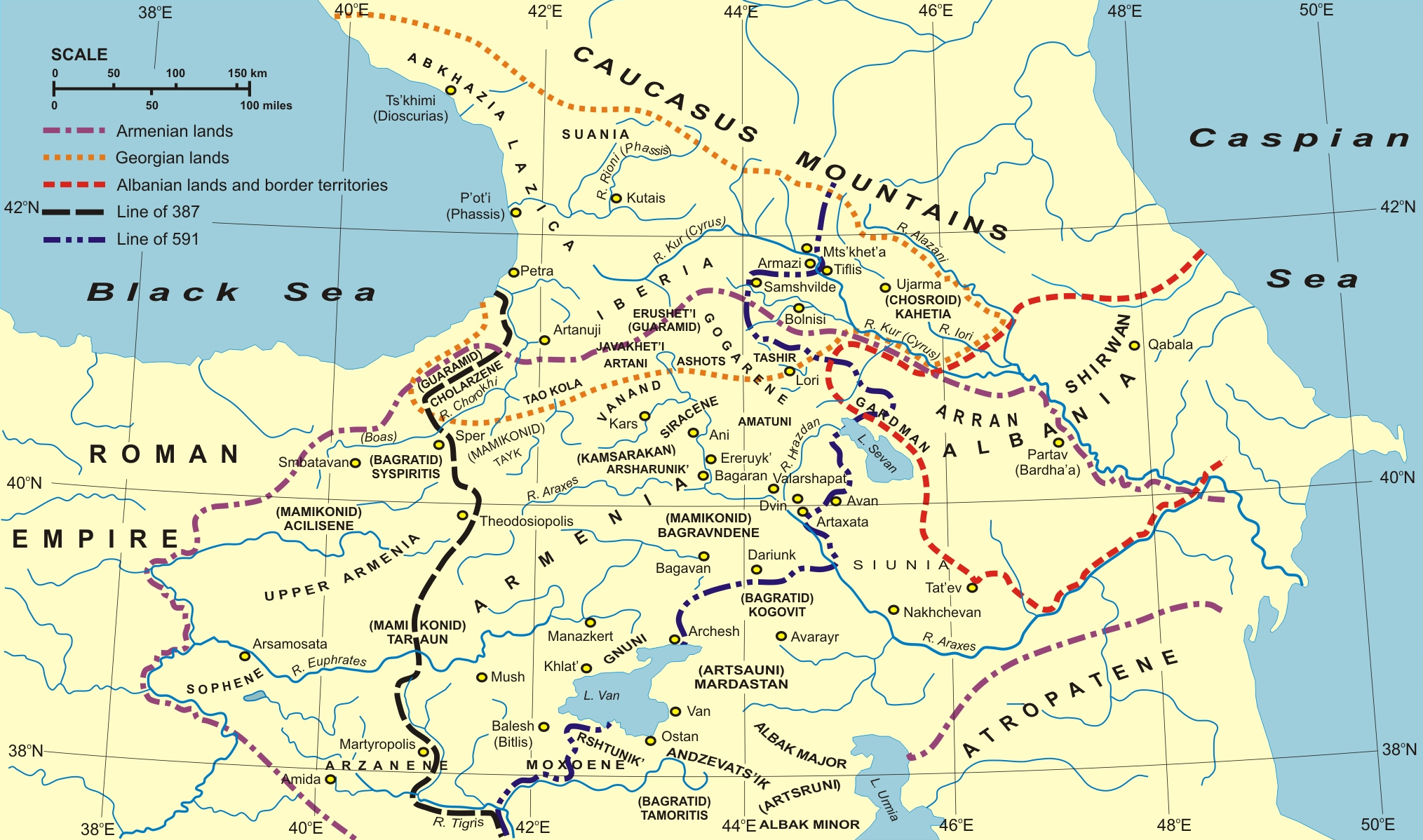
Kaart van Kaukasisch Albanië in 387, de voorloper van Azerbeidzjan

De geschiedenis van Azerbeidzjan is een lange en onstuimige. In de loop der eeuwen is Azerbeidzjan door tientallen verschillende culturen bezet geweest, waaronder de Perzen, Romeinen, Armeniërs, Grieken, Arabieren, Mongolen, Turken, Britten en Russen.
De eerste staat in het gebied van de huidige republiek Azerbeidzjan was Mannae in de 9e eeuw voor Christus en het duurde tot 616 v.Chr. vooraleer het door de Meden veroverd werd.

## Etymologie
De naam van Azerbeidzjan (oude vorm Atropatene) zou zijn afgeleid van Atropates (satraap), een Medische satraap (gouverneur) die heerste over Atropatene in Iraans Azerbeidzjan (waaronder nu onder andere de noordelijke Iraanse provincies West- en Oost-Azerbeidzjan vallen). De naam Atropates is weer afgeleid uit het Oud-Perzisch en betekent "beschermd door vuur". Azerbeidzjan (of Azerbaycan) betekent letterlijk vertaald het land van de eeuwige vlammen. Dit verwijst naar plekken waar gas uit het gesteente ontsnapt en spontaan ontbrandt. Deze natuurlijke fakkels branden al eeuwen achtereen. Ook door de traditionele religie (het Zoroastrisme) verwijst het naar het land van de eeuwige vlammen. In het heilige boek van Zoroastrisme (Avesta) is Azerbeidzjan een heilig land. In hoofdstuk Frawardin Yasht staat: âterepâtahe ashaonô fravashîm ýazamaide, wat letterlijk vertaalt uit Avestisch als "wij bidden de Fravashi aan van de heilige Atare-pata". Het gebied van de huidige republiek zou in de moderne geschiedenis de naam Azerbeidzjan krijgen.

## Geschiedenis

### Klassieke periode
Azerbeidzjan zou oorspronkelijk bewoond zijn geweest door Kaukasische Albanezen. Tot de eerste invallers behoren de Scythen in de 9e eeuw v.Chr.. Vervolgens heersten de Meden over de gebieden ten zuiden van de Aras. De Meden werden verslagen door de Achaemeniden rond 550 v.Chr., die het zoroastrisme verspreidden in het zuiden. In 330 v.Chr. versloeg Alexander de Grote de Achaemeniden, maar de Medische satraap Atropates mocht aanblijven als heerser. Nadat het rijk van de Griekse Seleuciden (die de gebieden in de Kaukasus erfden), verzwakte en hun invloed over Kaukasisch Albanië kwijtraakte, verkreeg het Koninkrijk Armenië de macht over delen hiervan tussen 190 v.Chr. en 387 n. Chr. In de eerste eeuw v.Chr. stichtten Kaukasische Albanezen een eigen koninkrijk, alvorens de Sassaniden er een vazalstaat van maakten in 252. In de 4e eeuw nam koning Urnayr officieel het christendom aan als staatsgodsdienst, hetgeen het tot de 8e eeuw zou blijven. De Sassanidische overheersing eindigde met hun nederlaag tegen de islamitische Arabieren in 642.

### Middeleeuwse periode
De Omajjidische Arabieren versloegen de Sassaniden en Byzantijnen en nadat ze de christelijke opstand onder leiding van Javanshir hadden neergeslagen in 667, maakten ze een vazalstaat van Kaukasisch Albanië. Tussen de 9e en 10e eeuw begonnen Arabische schrijvers het gebied tussen de rivieren Koera en Aras aan te duiden als Arran. Vanuit Basra en Koefa kwamen in die tijd rijke Arabieren naar het gebied en pikten het land in van de gevluchte inheemse bevolking, waarop ze een elite begonnen te vormen van landeigenaren. Toen kleine groepen Arabieren naar de steden Tabriz en Maragha van Iraans Azerbeidzjan trokken en de islam steeds verder door werd gevoerd, groeide het verzet en er brak aldaar een grote opstand uit tussen 816 en 837 onder leiding van de lokale zoroastriër Babak. Afgezien van enkele gebieden waar het verzet nog lang bleef doorgaan, ging het merendeel van de bevolking toch over op de islam.
Nadat het rijk van de Abbasiden zijn invloed verloor, volgden andere islamitische clans die Azerbeidzjan gingen bewonen of overheersen, zoals de Sallariden, Sajiden, Sjaddadiden, Rawadiden en Boejiden. In het midden van de 11e eeuw werden de Arabieren verdreven door de Centraal-Aziatische Seltsjoeken, die het grootste deel van Zuidwest-Azië beheersten. Voor hun komst stroomden echter reeds nomadische Oguzen het land binnen. De eerste Oguzische dynastie in het gebied waren de Ghaznaviden, die het gebied dat nu Azerbeidzjan wordt genoemd bezetten in 1030. Hiermee zette de turkificatie van Azerbeidzjan in, daar hiermee de West-Oguzische Turkse taal de eerdere Iraanse en Kaukasische talen begon te vervangen.
De Seltsjoeken beheersten hun gebieden door atabeis (Turks: atabegs), die in de praktijk vazallen vormden van de Seltsjoekse sultans en soms zelf de facto heersers vormden over hun gebieden. Onder de Seltsjoeken volgde een opbloei van de Perzische literatuur door toedoen van lokale dichters als Nizami Ganjavi en Khaqani Sjirvani. De daaropvolgende dynastie van de Mongoolse Jalayiriden duurde slechts kort en viel ten prooi aan de verwoestende veldtochten van Timoer Lenk. De heersende lokale dynastie van de Sjirvansjah werd aangesteld als vazal van Timoers rijk en hielp hem in zijn strijd tegen de leider van de Gouden Horde, Tochtamysj. Na de dood van Timoer ontstonden er twee rivaliserende staten; Kara Koyunlu (het rijk van de zwarte hamel) en Ak Koyunlu (het rijk van de witte hamel), waarbij sultan Oezoen Hasan van Ak Koyunlu globaal het gebied van Azerbeidzjan bestuurde. De lokale heersers van de Sjirvansjah-dynastie wisten als lokale heersers en vazallen tussen 861 en 1539 hun autonomie grotendeels te behouden.

## Safawidische periode en inlijving bij het Russische Rijk
De Safawiden, die in de 16e eeuw aan de macht kwamen, vervolgden de Sjirvansjahs en legden het sjiisme op aan de soennitische bevolking en streed tegen het soennitische Ottomaanse Rijk. Na de val van de Safawiden rond 1722 ontstonden verschillende kleine kanaten in het gebied dat nu Azerbeidzjan wordt genoemd. Deze kanaten verkeerden voortdurend in staat van oorlog met elkaar en konden zo geen vuist maken tegen omringende mogendheden. Het Russische Rijk, dat door de Kaukasusoorlog zijn invloedssfeer steeds verder over de Kaukasus verspreidde, bereikte daarop ook het Azerbeidzjaanse gebied. Aan de andere zijde verkreeg Nadir Sjah, soms met hulp van de Russen steeds meer macht en wist de Ottomanen terug te dringen uit de Kaukasus. Na de regeringsperiode van zijn zoon Karim Khan, kwam de dynastie van de Kadjaren in 1779 aan de macht. De Russische tsaren loerden echter op de Perzische bezittingen in de Kaukasus, hetgeen aanleiding gaf tot de Russisch-Iraanse Oorlogen, die uitmondden in het Verdrag van Golestan (1813) en het Verdrag van Torkamanchai (1828). Bij het laatste verdrag werd Perzië gedwongen om het Kaukasische deel van het rijk (het Erivankanaat, Nachitsjevankanaat en de overgebleven delen van het Talysjkanaat) op te geven en kwam Azerbeidzjan in handen van de Russen. De zuidelijke grens werd vastgesteld als lopend langs de Arasrivier.

### Onder Russisch bestuur
De Russen bestuurden het gebied oorspronkelijk vanuit verschillende militaire districten, maar in 1846 werd het gouvernement Sjemacha ingesteld met Sjemacha als bestuurlijk centrum. Na een verwoestende aardbeving in 1859, waarbij de stad zwaar getroffen werd, verplaatsten de Russen hun machtsbasis naar Bakoe (waar het tot op heden is gebleven) en hernoemden het gouvernement naar gouvernement Bakoe.

## Onafhankelijk Azerbeidzjan (1918-1920)

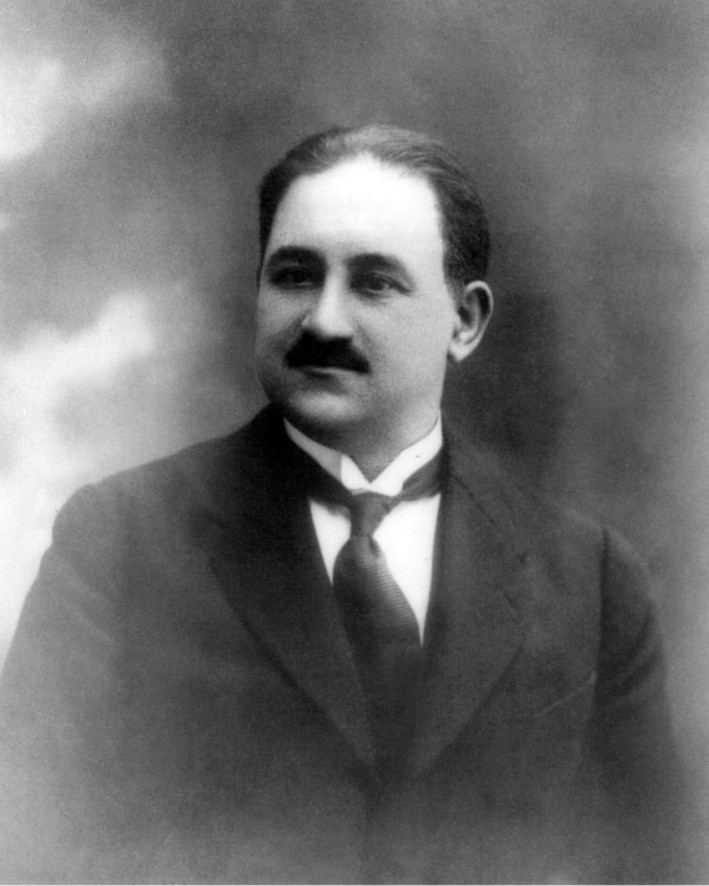
Mammed Amin Rasulzade was een van de leiders van Democratische Republiek Azerbeidzjan in 1918 en wordt gezien als de nationale leider van Azerbeidzjan.

Nadat het Russische Rijk instortte als gevolg van de Russische Revolutie en de Russische Burgeroorlog uitbrak, richtte Azerbeidzjan samen met Armenië en Georgië de mensjewistische Transkaukasische Democratische Federatieve Republiek op in april 1918, maar reeds in mei van dat jaar viel deze uiteen en verklaarde Azerbeidzjan zich onafhankelijk als de Democratische Republiek Azerbeidzjan (Azərbaycan Xalq Cümhuriyyəti) als eerste seculiere moslimstaat ter wereld (een parlementaire republiek). De republiek had echter geen grote militaire middelen om de oprukkende bolsjewieken tegen te houden en na 23 maanden viel het Elfde Rode Leger in april 1920 het gebied binnen en veroverde het.

## Sovjetrepubliek (1920-1991)
Op 28 april 1920 werd in Bakoe de communistische Azerbeidzjaanse Socialistische Sovjetrepubliek opgericht. In 1922 werd het Azerbeidzjaanse gebied echter opnieuw samengebracht met de Armeense en Georgische gebieden in de Transkaukasische Socialistische Federatieve Sovjetrepubliek, die onderdeel werd van de in dat jaar ingestelde Sovjet-Unie. Na 14 jaar werd deze Sovjetrepubliek in 1936 echter weer opgesplitst en werd de Azerbeidzjaanse Socialistische Sovjetrepubliek opnieuw ingesteld als een van de 12 Sovjetrepublieken (na 1945 werden dit er 15).
In de jaren 40, tijdens de Grote Vaderlandse Oorlog vormden de olievelden rond Bakoe een belangrijke hulpbron voor de strijdende partijen aan het oostfront. Om de olievelden van de Kaukasus en Bakoe in handen te krijgen werd door Adolf Hitler Operatie Edelweiss opgezet, maar bij Mozdok in de Noordelijke Kaukasus staakte de opmars. Door de verloren Slag om Stalingrad verloren de Duitsers ook de Slag om de Kaukasus en moesten zich weer terugtrekken. Pogingen van de Duitsers om gevluchte Azerbeidzjaanse politieke figuren als Mammed Amin Rasulzade samen te brengen met Azerbeidzjaanse krijgsgevangenen in Berlijn om zo hun medewerking te verkrijgen liepen ook op niks uit. In 1941 had de Sovjet-Unie samen met de Britten de Anglo-Sovjetinvasie van Iran uitgevoerd om de Duitsgezinde Reza Sjah te verdrijven en de olievelden veilig te stellen. Na de oorlog werd met hulp van de Sovjet-Unie het Volksbestuur van Azerbeidzjan ingesteld in Iraans Azerbeidzjan, dat echter al in 1946 weer werd ingenomen door Iran, nadat de Sovjet-Unie haar steun had opgezegd onder druk van de Verenigde Staten, die toen steeds invloedrijker in Iran werden. De Azerbeidzjaanse leider Jafar Pisjevari van het volksbestuur, die toch al niet werd vertrouwd door Stalin, stierf al snel daarop onder verdachte omstandigheden.
Na de dood van Stalin en de destalinisatie werd vanaf de jaren 50 de industrialisatie en de urbanisatie steeds verder doorgezet. Maar het atheïsme werd ook steeds verder doorgezet met anti-islamistisch beleid. Ook de russificatie kwam steeds sterker tot uiting onder het mom van de "Sovjetnatie"vorming. Vanaf de jaren 60 verdween de dominantie van de Azerbeidzjaanse olie door kolossale nieuwe vondsten in onder andere West-Siberië en kwam de economie van de Sovjetrepubliek, die voor een groot deel hierop dreef, steeds meer onder druk te staan. Na de Tadzjiekse SSR kende de Azerbeidzjaanse SSR de laagste groei van alle Sovjetrepublieken.
Een ander probleem vormde het opkomende nationalisme. Etnische spanningen tussen met name Azerbeidzjanen en Armenen kwamen steeds vaker voor, maar geweld werd onderdrukt. Om de groeiende structurele crisis het hoofd te bieden, stelden de Sovjets in 1969 Heydər Əliyev aan als eerste secretaris van de Communistische Partij van Azerbeidzjan. Əliyev, die het gebied meer dan 30 jaar zou besturen en een eigen clan instelde in 2003, door zijn zoon İlham Əliyev op de troon te zetten, wist een tijdlang de economie uit het slop te trekken door alternatieve sectoren zoals de gas, katoen, staal, ijzererts, cement, textiel, machine en chemische industrie te promoten, om zo de afhankelijkheid van olie te verminderen. Ook beperkte hij de Russische invloed door de leden van zijn regering grotendeels te vervangen door Azerbeidzjanen. Hij wist ook carrière te maken binnen het communistische stelsel en in 1982 betrad hij de hoogste positie die ooit door een moslim in de Sovjet-Unie was bekleed, door lid te worden van het Politbureau in Moskou. In 1987, bij de aanvang van de perestrojka, moest hij echter onder druk van Michail Gorbatsjov aftreden, omdat hij diens hervormingen tegenwerkte. In 1988 brak het Karabach-conflict uit (zie verder), die leidde tot een grondoorlog met Armenië in 1991.
De roep om onafhankelijkheid werd eind jaren 80 steeds groter. In 1989 ontstond de politieke partij Volksfront van Azerbeidzjan als tegenwicht tegen de communistische partij. Deze partij viel echter al snel uiteen in een gematigde en een conservatief-islamitische tak. Op 20 januari 1990 vond Zwarte januari plaats in Bakoe, waarbij het Sovjetleger, dat bestond uit 26.000 troepen en gepantserde voertuigen, de hoofdstad Bakoe bestormde. In de loop van Zwarte Januari, vielen Russische troepen de demonstranten aan en schoten in de menigte. De schietpartij duurde drie dagen. De noodtoestand, die was opgeroepen door Michail Gorbatsjov, duurde vier maanden. Volgens officiële bronnen kwamen 137 mensen om het leven (volgens de onofficiële bronnen 300 of meer). Deze datum wordt in Azerbeidzjan gezien als de geboortedag van de onafhankelijkheid.

## Azerbeidzjan als onafhankelijk land (1991-heden)
Op 30 augustus 1991 riep Azerbeidzjan de onafhankelijkheid uit (rond dezelfde tijd als buurlanden Armenië en Georgië) en werd een presidentiële republiek. Als eerste president trad de communist Ayaz Mütallibov aan.
De inadequate opbouw van het Azerbeidzjaanse Leger en het verlies tijdens de oorlog werd president Mütallibov zwaar aangerekend en in maart 1992, na de val van Xocalı, dwong de Opperste Sovjet van Azerbeidzjan hem tot aftreden en schreef nieuwe presidentsverkiezingen uit. De communisten wisten echter geen goede kandidaat te vinden en de verkiezingen van juni 1992 werden daarop gewonnen met meer dan 60% van de stemmen door Abülfaz Elçibay van het Volksfront van Azerbeidzjan, een voormalige dissident en politiek gevangene. Onderdeel van zijn plannen vormde nauwere relaties met Turkije, geen deelname aan het GOS en betere relaties met de Azerbeidzjanen in Iran. Ondertussen had Heydər Əliyev zijn positie versterkt in Nachitsjevan, maar hij was uitgesloten van het presidentschap vanwege het feit dat hij ouder was dan 65. Elçibay kreeg echter binnen een jaar met dezelfde situatie te maken die zijn voorganger zijn positie kostte; de Armenen veroverden een vijfde van het Azerbeidzjanen grondgebied en meer dan een miljoen binnenlandse vluchtelingen (IDP's) kwamen naar Azerbeidzjan. In juni 1993 werd hij geconfronteerd met een militaire opstand tegen zijn bewind in de stad Gandzja onder leiding van kolonel Surət Hüseynov. Elçibay en zijn partij werden hoe langer hoe meer gemarginaliseerd als gevolg van de oorlog, de slechte economische situatie en de oppositie onder leiding van Heydər Aliyev. Aliyev kwam naar Bakoe en versterkte zijn positie daar nog verder en in augustus werd Elçibay door middel van een referendum afgezet. Tijdens de daaropvolgende presidentsverkiezingen van 3 oktober 1993 won Əliyev met een overweldigende meerderheid.
De oorlog met Armenië werd in 1994 afgesloten met een onofficiële wapenstilstand en het verlies van een 16% van het Azerbeidzjaanse grondgebied (volgens de CIA). Er vielen meer dan 25.000 slachtoffers en meer dan een miljoen Azerbeidzjanen en Armenen sloegen op de vlucht. Een van de meest bloedige gebeurtenissen vanuit het oogpunt van Azerbeidzjan vormde het Bloedbad van Xocalı.
Azerbeidzjan telt momenteel het hoogste aantal vluchtelingen van de twee landen; ongeveer 1 op de 11 Azerbeidzjanen is een vluchteling (770.000 binnenlandse vluchtelingen en 200.000 vluchtelingen uit Armenië op een bevolking van 8,5 miljoen volgens de Azerbeidzjaanse regering en de VN).
Aliyev verkreeg als president steeds meer macht. In maart 1994 wist hij zich te ontdoen van een deel van de oppositie, waaronder kolonel Hoeseinov, door hen gevangen te zetten. In 1995 werd de voormalige militaire politie beschuldigd van het organiseren van een staatsgreep in samenwerking met rechtse Turkse nationalisten en werd ontbonden. In 1996 vluchtte de voorzitter van het parlement Rəsul Quliyev naar het buitenland. Op deze wijze vestigde Əliyev zijn positie als absoluut heerser.
Onder Aliyevs bewind werden beperkte hervormingen doorgevoerd en werd het "contract van de eeuw" gesloten in oktober 1994, waarbij het olieveld Azeri-Chirag-Guneshli werd opengesteld voor exploitatie door BP en veel olie werd geëxporteerd. Eerst via de Bakoe-Novorossiysk- en Bakoe-Soepsa pijpleidingen, vanaf 2006 ook via de Bakoe-Tbilisi-Ceyhan-pijpleiding die een grotere capaciteit had. Hierdoor veerde de economie weer wat op, maar de groei werd sterk afgeremd door de corruptie en het nepotisme dat onder zijn bewind hoogtij vierde en de overige economische sectoren werden nauwelijks ontwikkeld. In 2001 trad Azerbeidzjan toe tot de Raad van Europa.
In oktober 1998 werd Əliyev herkozen, waarbij de oppositie hem van verkiezingsfraude beschuldigde. Er volgde echter geen internationale veroordeling van de verkiezingen. Zijn tweede ambtstermijn werd opnieuw gekenmerkt door beperkte hervormingen, maar weer werd de olieproductie vooropgesteld, waarbij de positie van BP in Azerbeidzjan werd versterkt. In de jaren 50 van de 21e eeuw was het Shah Deniz-gasveld ontdekt, maar de werkelijke exploitatie werd vanaf de jaren 1990 opgepakt, waarmee Azerbeidzjan de potentie kreeg om ook een grote gasexporteur te worden. In 2007 opende de Zuid-Kaukasus pijplijn die in 2018 met de Europese Unie verbonden werd.
Heydar Aliyev werd ziek en in april 2003 stortte hij in op het politieke toneel, waarop hij niet meer publiekelijk verscheen. In de zomer vertrok hij naar de Verenigde Staten, waar hij op de intensive care werd geplaatst. In december overleed hij.
De daaropvolgende presidentsverkiezingen werden wederom als frauduleus beschouwd en brachten zijn zoon Ilham Aliyev aan de macht. De verkiezingen werden gekarakteriseerd door veel geweld en werden sterk veroordeeld door waarnemers. De oppositie is echter wel in kracht gegroeid onder Ilham Aliyev, daar velen het oneens zijn met de dynastieke presidentsopvolging.

#### Nagorno-Karabach
De glasnost, die onder Gorbatsjov tot stand kwam, zorgde voor een opleving in het etnisch zelfbewustzijn. De eerste consequentie hiervan was echter het al generaties oude conflict rond Nagorno-Karabach.
Onder het Russische Rijk maakte het deel uit van het gouvernement Jelizavetpol en werd de toestroom van Armenen vanuit Iran door de Russen bevorderd en vluchtten veel islamitische Azerbeidzjaanse gezinnen juist naar Iran. Ongeveer een derde van de bevolking bestond toen uit Armenen. Tussen 1918 en 1920 vond de Armeens-Azerbeidzjaanse Oorlog plaats, een serie van conflicten over het gebied tussen de kortstondige Republiek Armenië en de Democratische Republiek Azerbeidzjan. Nadat Armenen er een onafhankelijke staat uitriepen in 1918 werd het gebied onder de voet gelopen door het Ottomaanse Rijk. Nadat dit rijk was verslagen, bezetten de Britten het gebied en stelden de door de Azerbeidzjaanse regering gesteunde gouverneur-generaal Khosrov Sultanov aan. Een besluit uit februari 1920 door Nationale Raad voor Karabach om zich onder jurisdictie van de Democratische Republiek Azerbeidzjan te stellen werd niet erkend door de Armenen, die een guerrilla voerden in het gebied. Twee maanden later werd het besluit weer ongedaan gemaakt en sloot het gebied zich aan bij Armenië. Tijdens een strijd van het Azerbeidzjaanse leger tegen de Armenen in Nagorno-Karabach werd ondertussen het land zelf bezet door het Rode Leger dat, om steun te winnen, het gebied toekende aan Armenië, samen met Nachitsjevan en Zangezoer (een smalle strook land tussen Nachitsjevan en de overige Azerbeidzjaanse gebieden).
De wortels van het conflict over het gebied liggen in de besluiten die door Stalin en het Kaukasisch Bureau (Kavburo) werden gemaakt begin jaren '20, toen de sovjetificatie van Transkaukasië werd ingezet. Stalin was toen voorzitter van de Sovnarkom en had het Kavbureau onder zich. De Moskouse heersers hadden toen grote plannen; ze wilden dat het net ontstane Turkije zich ook volgens communistische lijnen zou gaan ontwikkelen. Om deze reden werd geprobeerd het regime van dat land voor zich te winnen door alleen Zanzegoer aan Armenië te geven en de beide andere gebieden onder Azerbeidzjaans bestuur te houden. Zou dit niet het geval geweest zijn, dan had Stalin ook beide andere gebieden onder Armeens bestuur geplaatst. Als gevolg van deze besluiten kwam het gebied echter als de Nagorno-Karabachse Autonome Oblast onder het bestuur van de Azerbeidzjaanse SSR op 7 juni 1923.
Eind jaren 80 braken onder invloed van de glasnost nieuwe spanningen uit. Onder de beschuldiging dat de Azerbeidzjaanse Sovjetregering zich schuldig zou maken aan azerificatie, begonnen de Armenen in het gebied een beweging voor de aansluiting van het gebied bij Armenië. Op 20 februari 1988 stemden Armeense afgevaardigden uit het gebied voor deze aansluiting. Vier dagen later ontstonden de eerste schermutselingen in het gebied. Ook werden in de Armeense en Azerbeidzjaanse SSR's aanvallen gepleegd op minderheden van de ander in hun gebied, wat een stroom van vluchtelingen op gang bracht tussen beide Sovjetrepublieken, gedeeltelijk onder dwang. Moskou verleende de Azerbeidzjaanse Sovjetregering eind 1989 daarop extra bevoegdheden om het conflict binnen de perken te houden. De Armeense SSR en de Nagorno-Karabachse regering riepen daarop echter een unie tussen beide gebieden uit. Op 10 december 1991 hielden de Armenen uit het gebied een referendum, dat werd geboycot door de Azerbeidzjanen, waarbij ze de onafhankelijkheid uitriepen. Een laatste poging van Moskou om het gebied dan maar verregaande autonomie te verlenen werd door beide partijen geweigerd. Daarop mondde het Nagorno-Karabachconflict uit tot een grondoorlog tussen Armenië en Azerbeidzjan, die zich rond dezelfde tijd onafhankelijk verklaarden. In het machtsvacuüm dat was ontstaan door het uiteenvallen van de Sovjet-Unie, bemoeiden eenheden van het Russische Leger zich actief met de gevechten. Ook werden door beide partijen huurlingen uit Rusland en Oekraïne ingezet. Daarnaast vochten aan Azerbeidzjaanse zijde nog eens ruim 1000 Afghaanse moedjahedien en Tsjetsjenen (waaronder Sjamil Basajev) mee in het conflict. Aan de Armeense zijde vocht het Russische 366e gepantserde regiment. Tegen het einde van 1993 waren aan beide zijden duizenden doden gevallen en waren honderdduizenden mensen op de vlucht geslagen. Eind 1993 opende Armenië twee nieuwe offensieven, waarbij grote delen van Zuidwest-Azerbeidzjan werden veroverd. Daarop dreigden Turkije en Iran met militair ingrijpen en begonnen troepen samen te trekken bij de grens. Ondertussen zette het Verdedigingsleger van Nagorno-Karabach de opmars voort en kreeg in mei 1994 20% van Azerbeidzjan in handen. Op 12 mei 1994 werd een onofficieel wapenstilstand akkoord ondertekend dat tot op heden geldt, al worden soms wel schermutselingen gemeld tussen beide partijen. In april 2016 laaide het conflict op. Tientallen militairen kwamen om het leven tijdens gevechten tussen troepen van het Armeense en Azerbeidzjaanse leger. Het was een van de ergste uitbarstingen van geweld sinds de overeenkomst in 1994. Beide landen beschuldigden elkaar als eerste te zijn begonnen. Wederzijds zijn stellingen beschoten met artillerie en vliegtuigen. Armeense troepen hadden het grootste deel van Nagorno-Karabach in handen, alsook het gebied tussen Nagorno-Karabach en Armenië (de Lachin-corridor) en land eromheen.
In 2023 heroverde Azerbeidzjan Nagorno-Karabach. In augustus 2025 werd een Vredesakkoord met Armenië gesloten. 

#### Nachitsjevan
In het zuidwesten, gescheiden van de rest van het land door Armenië, ligt de exclave Nachitsjevan. Dit gebied heeft de status van een autonome republiek. Hier bestond begin 20e eeuw ongeveer 60% van de bevolking uit Azerbeidzjanen en 40% uit Armenen. Nachitsjevan was onderdeel van het Kanaat van Nachitsjevan, waar de bevolking voornamelijk uit Azerbeidzjanen, Turken, Koerden en Perzen bestond. Armeniërs vormden minder dan 20% van de lokale bevolking. Net als tijdens de kortstondige bezetting door de Britten, als vervanging van het Ottomaanse Leger, werd, in een poging het conflict over Nachitsjevan en Nagorno-Karabach op te lossen, door de Britse bestuurder Oliver Wardrop voorgesteld om Armenië het voormalige Russische gouvernement Erivan (waaronder Nachitsjevan en Zanzegoer) te geven en Azerbeidzjan de voormalige Russische gouvernementen Bakoe en Jelizavetpol (waaronder Nagorno-Karabach). Dit werd echter door beide partijen als ondenkbaar gezien. In december 1918 werd met steun van Azerbeidzjan in Nachitsjevan de Republiek van de Aras uitgeroepen, waarop Armeense troepen het gebied binnenvielen, waarbij duizenden Azerbeidzjanen gedood werden. Midden juni 1919 veroverden de Armenen de republiek van Aras. Daarop viel het Azerbeidzjaanse Leger het gebied binnen en heroverde het, waarop enkele tienduizenden Armenen werden gedood en 45 dorpen werden verwoest. Na een door de Britten ingestelde wapenstilstand, brak begin 1920 opnieuw geweld uit tussen beide landen. Midden maart van dat jaar werd Nachitsjevan opnieuw binnengevallen door het Armeense Leger. In juli van dat jaar viel het Rode Leger ook Nachitsjevan binnen en stelde de Nachitsjevaanse ASSR in, die "sterke banden" had met de Azerbeidzjaanse SSR. Bij het binnenvallen van Armenië werd dit land ook Nachitsjevan beloofd en verklaarde de Azerbeidzjaanse revolutionair Nariman Narimanov dat Nachitsjevan en Zanzegoer aan Armenië zouden moeten toekomen vanwege hun strijd tegen de regering van de Dashnak. Lenin ging hier echter niet mee akkoord en liet in plaats daarvan de bevolking van Nachitsjevan via een referendum bepalen waar zij bij wilden horen. De formele uitkomsten van het referendum, dat begin 1921 werd gehouden, gaven aan dat 90% van de bevolking zich bij de Azerbeidzjaanse SSR wilde aansluiten met de status van autonome republiek, hetgeen werd vastgelegd in het Verdrag van Moskou van 1921 tussen de Sovjet-Unie en Turkije. Onderdeel van dit verdrag vormde dat de voormalige oejezd Sjaroer-Daralagez bij deze autonome republiek werd gevoegd, zodat Turkije een grens kreeg met Azerbeidzjan. Bij het Verdrag van Kars op 23 oktober 1921 werd dit bevestigd door Turkije, de Armeense SSR en de Azerbeidzjaanse SSR. Op 9 februari 1924 werd de Nachitsjevaanse ASSR formeel ingesteld als onderdeel van de Sovjet-Unie.
Tijdens de Sovjetperiode leefden Armenen en Azerbeidzjanen relatief vreedzaam naast elkaar. Het aantal Armenen daalde in die periode sterk door emigratie naar de Armeense SSR; van 15% in 1926 naar 1,4% in 1979, terwijl het percentage Azerbeidzjanen in dezelfde periode door geboorte en immigratie steeg van 85% naar 96%. Eind jaren 80 namen onder invloed van de spanningen in Nagorno-Karabach ook de spanningen in dit gebied toe, hetgeen leidde tot het sluiten van de grenzen voor treinverkeer tussen de Nachitsjevaanse ASSR en de Armeense SSR, waardoor beide economieën schade opliepen. In december 1989 probeerden radicale nationale Azerbeidzjanen de grens met Iran open te breken, hetgeen tot boze reacties vanuit Moskou leidde dat hen beschuldigde van het "omarmen van islamitisch fundamentalisme". In januari dreigde de Nachitsjevaanse ASSR zich af te scheiden van de Sovjet-Unie in reactie op de 'zwarte januari' in Bakoe, waarmee het de eerste regio van de Sovjet-Unie was (Litouwen volgde een paar weken later).
In 1990 keerde de Azerbeidzjaanse machthebber Heydər Əliyev terug naar zijn geboorteplaats in Nachitsjevan, nadat hij in 1987 door Gorbatsjov uit zijn functie als Politbureaulid was gezet. Kort daarop werd hij alsnog tot lid van de Opperste Sovjet van de Nachitsjevaanse ASSR gekozen met een overweldigende meerderheid. In 1991 trad hij echter terug uit de CPSU, maar steunde wel Gorbatsjov tijdens de staatsgreep die tegen hem werd gepleegd, waarbij hij Ayaz Mütallibov veroordeelde om zijn steun voor de staatsgreep. Eind 1991 verstevigde hij zijn positie binnen de Opperste Sovjet en verkreeg bijna volledige onafhankelijkheid van de Azerbeidzjaanse SSR. Tijdens het Karabach-conflict raakte ook Nachitsjevan betrokken in de gevechten. Op 18 mei 1992 werd de exclave Karki veroverd door Armeense troepen, nadat eerder al een aantal schermutselingen hadden plaatsgevonden. Tot op heden is deze in handen van het Armeense Leger. Na de verovering van Sjoesja door het Armeense Leger, beschuldigde Azerbeidzjan Armenië ervan heel Nachitsjevan te willen veroveren, hetgeen zij ontkende. Əliyev verklaarde echter een unilateraal staakt-het-vuren op 23 mei 1992 en probeerde op eigen houtje een vredesverdrag te sluiten met Armenië. Een staakt-het-vuren werd door hem overeengekomen met de Armeense president Levon Ter-Petrosian.
Turkije en Rusland, de opstellers van het Verdrag van Kars, begonnen zich daarop met het conflict te bemoeien: Turkije dreigde Armenië binnen te vallen als ze een stap over de grens van Nachitsjevan zou doen. Russische militaire leiders voorspelden echter dat interventie door een derde partij een "Derde Wereldoorlog" zou kunnen ontketenen. Turkije begon troepen samen te trekken langs de grens met Nachitsjevan, hetgeen werd gevolgd door Russische troepen in Armenië. Hierdoor bleef het conflict verder uit tot het einde van de oorlog in 1994. In 1993 werd Əliyev uitgenodigd om terug te keren naar Bakoe als president. Nachitsjevan bleef zijn autonome status houden, maar is sterk geïsoleerd van de rest van het land, daar Armenië in reactie op de blokkade van zijn grenzen door Azerbeidzjan en Turkije, de grens met Nachitsjevan dicht houdt. De regio heeft meer recentelijk de banden met Iran versterkt door het aangaan van gascontracten en de bouw van een brug tussen beide landen over de rivier de Aras.
Geschiedenis van:
Albanië · Andorra · Azerbeidzjan · België (Vlaanderen, Wallonië) · Bosnië en Herzegovina · Bulgarije · Denemarken · Duitsland · Estland · Faeröer · Finland · Frankrijk (Bretagne, Corsica) · Georgië · Griekenland · Hongarije · Ierland · Italië (Sicilië) · Kosovo · Kroatië · Letland · Liechtenstein · Litouwen · Luxemburg · Malta · Moldavië · Monaco · Montenegro · Nederland · Noord-Macedonië · Noorwegen · Oekraïne · Oostenrijk · Polen · Portugal · Roemenië · Rusland (Tsjetsjenië) · San Marino · Servië · Slovenië · Slowakije · Spanje (Catalonië, Galicië) · Tsjechië · Turkije · Vaticaanstad · Verenigd Koninkrijk (Engeland, Schotland, Wales, Noord-Ierland) · Wit-Rusland · IJsland · Zweden · Zwitserland
Balkan · Britse Eilanden · Kaukasus · Lage Landen · Oost-Europa · Scandinavië
Geschiedenis van:
Afghanistan · 
Armenië · 
Azerbeidzjan · 
Bahrein · 
Bangladesh · 
Bhutan · 
Brunei · 
Cambodja · 
China · 
Filipijnen · 
Georgië · 
India · 
Indonesië · 
Irak · 
Iran · 
Israël · 
Japan · 
Jemen · 
Jordanië · 
Joodse Autonome Oblast · 
Kazachstan · 
Kirgizië · 
Koeweit · 
Korea (Noord-Korea, Zuid-Korea) · 
Laos · 
Libanon · 
Malediven · 
Maleisië · 
Mongolië · 
Myanmar · 
Nepal · 
Oezbekistan · 
Oman · 
Oost-Timor · 
Pakistan · 
Palestina · 
Qatar · 
Rusland ·  
Saoedi-Arabië · 
Siberië · 
Singapore · 
Sri Lanka · 
Syrië · 
Tadzjikistan · 
Taiwan · 
Thailand · 
Tibet · 
Toeva · 
Turkije · 
Turkmenistan · 
Verenigde Arabische Emiraten · 
Vietnam · 
Xinjiang
Midden-Oosten · Centraal-Azië · Zuid-Azië